# But Two Came By....
| Recensione | Giudizio |
| ---------- | -------- |
| AllMusic   | [ 1 ]    |

But Two Came By.... è un album discografico a nome di Martin Carthy & Dave Swarbrick, pubblicato dalla casa discografica Fontana Records nel 1968.

## Tracce
Lato A
1. Ship in Distress – 2:28 (Tradizionale; arrangiamento di Martin Carthy)
2. Banks of Sweet Primroses – 2:52 (Tradizionale; arrangiamento di Martin Carthy)
3. Jack Orion – 4:03 (Adattamento di Albert Lancaster Lloyd)
4. Matt Hyland – 4:45 (Tradizionale; arrangiamento di Martin Carthy)
5. White Hare – 2:47 (Tradizionale; arrangiamento di Martin Carthy)
6. Lord of the Dance – 2:40 (Sydney Carter)

Lato B
1. Poor Murdered Woman – 2:48 (Tradizionale; arrangiamento di Martin Carthy)
2. Creeping Jane – 3:47 (Tradizionale; arrangiamento di Martin Carthy)
3. Streets of Forbes – 3:20 (Tradizionale; arrangiamento di Martin Carthy)
4. Long Lankin – 5:40 (Tradizionale; arrangiamento di Martin Carthy)
5. Brass Band Music – 3:32 (Leon Rosselson)

## Musicisti
- Martin Carthy - voce, chitarra
- Dave Swarbrick - fiddle, mandolino